# Chikkamaskal, Magadi
Chikkamaskal là một làng thuộc tehsil Magadi, huyện Ramanagara, bang Karnataka, Ấn Độ.